# Suvremena pitanja
Suvremena pitanja časopis je iz Bosne i Hercegovine na hrvatskome jeziku. List je ogranka Matice hrvatske u Mostaru.
Pokrenut je 2006. godine u Nakladi Ogranka Matice Hrvatske u Mostaru. Ime je posuđeno od Hercegovačke franjevačke provincije koja je prije i za vrijeme II. svjetskog rata imala ediciju pod nazivom - Savremena pitanja), s podnaslovom  - Časopis za prosvjetu i kulturu.
Razlozi za pokretanje ovog časopisa, bio je nedostatak ovakvih časopisa u BIH, koji bi tematski i izravno obrađivali pitanja prosvjete i kulture sa stručnog i promidžbenog aspekta.
Časopis je namijenjen znanstvenoj, stručnoj, kulturalnoj, prosvjetnoj i inoj javnosti u BiH, primarno Hrvatskoj, ali i ostaloj, sa svrhom promidžbe znanosti, prosvjetne djelatnosti i kulture uopće. Ciljana skupina čitatelja su zaposlenici u prosvjetnim i kulturalnim ustanovama.

## Sadržaj
Časopis objavljuje znanstvene i stručne radove s temama iz područja prosvjete i kulture.
Okvirno prati aktualnosti iz reforme obrazovanja u BiH u različitim stupnjevima obrazovanja (predškolsko, osnovnoškolsko, srednje, više i visoko), segmentima kulture (arhiv, kazalište, muzejska djelatnost, arheologija, tehnička kultura, izdavaštvo, likovnost, pisana, materijalna i nematerijalna baština i druga područja).
Književni prilozi su s temama iz prosvjetnoga i kulturnoga života (kratke priče, novele, zanimljivosti, zapisi i dr.) Ostali prilozi su: prikazi knjiga, vijesti o događajima vezanim za prosvjetu i kulturu.
U časopisu surađuju prosvjetni djelatnici iz svih škola u BiH te iz inozemstva, djelatnici iz javnih i ostalih ustanova koje se bave kulturom.
Nosivi članci se recenziraju i razvrstavaju u kategorije:
- Izvorni znanstveni članak – original (scientific) paper,
- Pregledni članak – review,
- Prethodno priopćenje – preliminary communication,
- Izlaganje (priopćenje) sa znanstvenog skupa –conference paper,
- Stručni članak

Poželjan opseg za znanstvene radove je do 16 kartica (30x60), a za ostale priloge do 8 kartica.
Prema opsegu, orijentacijski u časopisu se predviđa: 
- 2/5 časopisa čine teme iz prosvjete koje se odnose na sve stupnjeve obrazovanja;
- 1/5 znanstveni ili stručni radovi iz prosvjetne i kulturalne baštine;
- 1/5 na kulturalne teme iz raznih područja;
- 1/5 književni prilozi iz prosvjetnog i kulturalnoga života.

Opseg: Časopis ima oko 180 -220 stranica format 24/15 cm.  
Naklada časopisa je 500 primjeraka. 
Izlazi 2 puta godišnje (krajem kalendarske godine i krajem školske godine).
Suvremena pitanja od 2012. godine izlaze u sunakladništvu Matice hrvatske u Mostaru i Fakulteta prirodno-matematičkih i odgojnih znanosti Sveučilišta u Mostaru.
Časopis je referiran u Central und Easten Europaen Online Library/ Frankfurt am Main/ 
Inicijator, pokretač, prvi i aktualni glavni i odgovorni urednik Časopisa je Ivan Sivrić.